# エスタディオ・エミリオ・イバーラ・アルマーダ
エスタディオ・エミリオ・イバーラ・アルマーダ（Estadio Emilio Ibarra Almada）は、メキシコのシナロア州ロスモチスにあるスタジアム。主に野球に使用されており、リーガ・メヒカーナ・デル・パシフィコ（メキシコ冬季リーグ）のカニェロス・デ・ロス・モチスが本拠地にしている。フィールドは天然芝。
1947年のカニェロス設立に伴い、エスタディオ・モチス（Estadio Mochis）として開場した。当時の収容人数は3,000人。1962年には改修工事を行い、6,000人収容となった。1962年10月6日、カニェロスのプロリーグ加盟に尽力した球団幹部エミリオ・イバーラ・アルマーダの栄誉を称え、彼の名をスタジアム名に冠した。1982年9月29日にはハリケーン・パウルがシナロア州を直撃し、当スタジアムも損傷した。その後修繕され、現在の収容人数は10,840人。